# Космос-402
Космос-402 је један од преко 2400 совјетских вјештачких сателита лансираних у оквиру програма Космос.
Космос-402 је лансиран са космодрома Тјуратам, Бајконур, СССР, 1. априла 1971. Ракета-носач је поставила сателит у орбиту око планете Земље. 